# Arvicola
Arvicola  is een geslacht van knaagdieren, waarvan er fossielen bekend zijn vanaf het Pleistoceen. Er zijn nog diverse recente soorten van dit geslacht.

## Beschrijving
Deze 7 cm lange woelratten hebben een vergrote, plaatvormige jukboog. Hun hoogkronige kiezen bestaan uit driehoekige prisma's. Kenmerkend voor dit geslacht is het emailpatroon van de grootste molaar uit de onderkaak. De afgeplatte schedel is in overeenstemming met het hoofdzakelijk gravende gedrag.

## Leefwijze
Soorten uit dit geslacht maken uitgebreide oppervlakkige gangenstelsels, waarin het nest wordt gemaakt en het voedsel wordt opgeslagen.

## Vondsten
Fossiele vondsten zijn bekend uit Europa en Azië.

## Soorten
Er worden vier soorten in het geslacht geplaatst:
- Arvicola amphibius (Linnaeus, 1758) – Woelrat
- Arvicola italicus Savi, 1839 – Italiaanse woelrat
- Arvicola persicus de Filippi, 1865 – Perzische woelrat
- Arvicola sapidus Miller, 1908 – West-Europese woelrat

Soms wordt een vijfde soort erkend: de bergwoelrat (Arvicola scherman), maar de status als aparte soort is door verschillende studies in twijfel getrokken en wordt daardoor veelal niet meer erkend als aparte soort. In dat geval wordt het als synoniem van de woelrat (A. amphibius) gerekend.